# Catulle Mendès

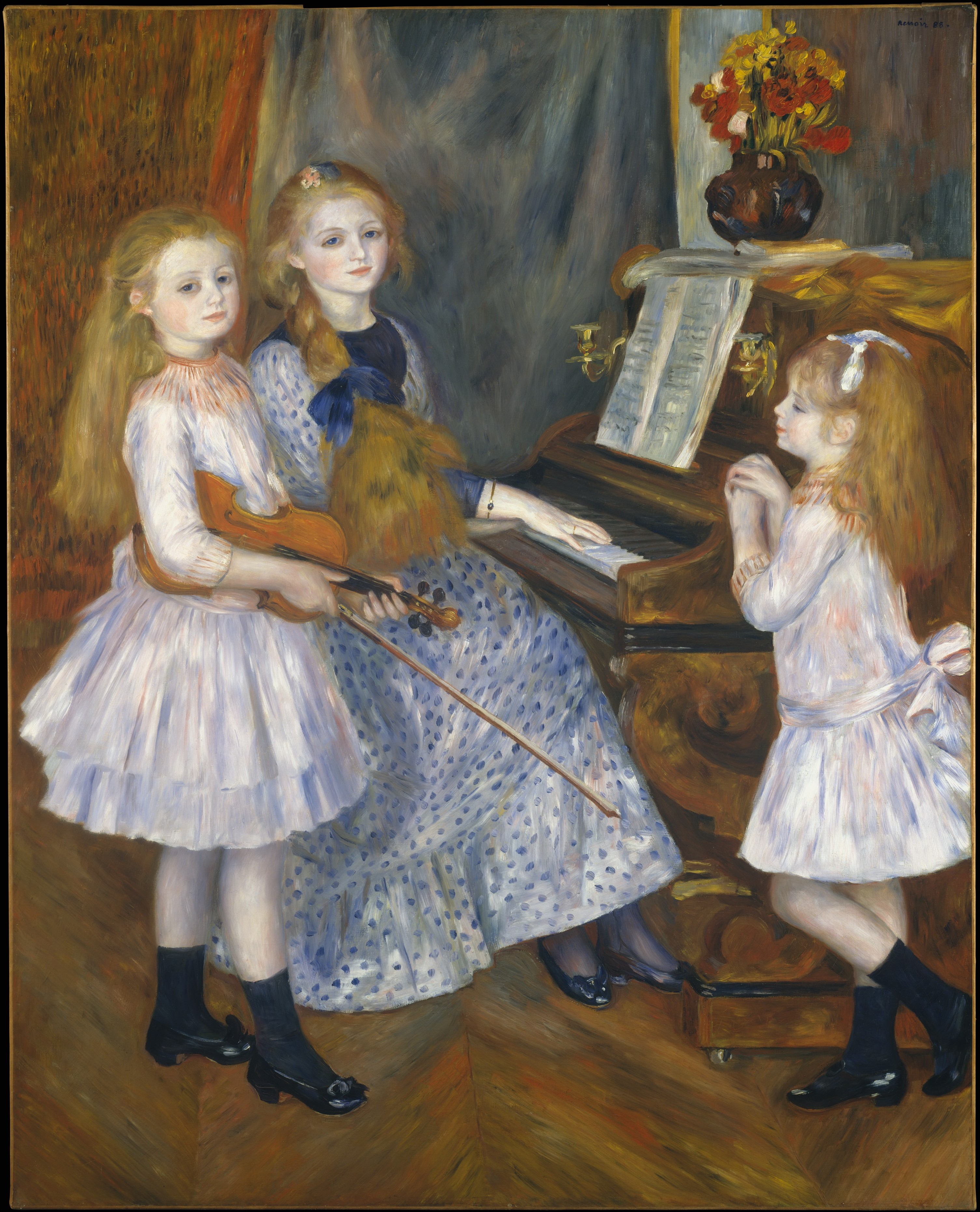
Les filles de Catulle Mendès, Auguste Renoir

Abraham Catulle Mendès (Bordeaux, 22 mei 1841 - Saint-Germain-en-Laye, 7 februari 1909) was een Frans schrijver en dichter. Zijn uitgebreide oeuvre, bestaande uit dichtbundels, romans, novellen, theaterstukken, operalibretti en literatuurkritiek, is grotendeels in vergetelheid geraakt.

## Leven
Mendès werd geboren als zoon van de joodse koopman Tibulle Abraham Mendès en de katholieke Suzanne Brun. Zijn moeder voedde hem katholiek op. Catulle bracht zijn jeugd door in Toulouse. 
In 1859 kwam hij naar Parijs, waar hij een beschermeling werd van Théophile Gauthier en zich bij de Parnassiens aansloot. Hij stichtte het blad La Revue Fantaisiste, waarin onder meer Auguste Villiers de L'Isle-Adam en Paul Verlaine hun eerste verzen publiceerden. In 1862 verscheen zijn eerste dichtbundel, Philoméla. Voor de publicatie van de erotisch getinte Le roman d'une nuit in de Revue fantaisiste werd hij veroordeeld tot een maand gevangenisstraf en een boete van 500 francs. Dat was de aanleiding voor een levenslange strijd die hij zou voeren voor de vrijheid van de kunstenaar. Het betekende tegelijk het einde voor de Revue fantaisiste. Mendès trok voor enkele jaren naar Duitsland, waar hij een bewonderaar werd van Richard Wagner.
Mendès huwde in 1866 Judith Gauthier, de dochter van Théophile Gauthier. Dat huwelijk hield echter niet lang stand. Hij had vanaf ongeveer 1869 een verhouding met de componiste Augusta Holmès. Ze kregen vijf kinderen, voordat het paar in 1886 uit elkaar ging. Drie dochters zijn het voorwerp van een schilderij van Auguste Renoir, Les filles de Catulle Mendès. Mendès huwde later de dichteres Jeanne Nette.
Tijdens het beleg van Parijs in 1871 was hij 'inspecteur des ambulances'. Hij schreef in die periode Les Odelettes guerrières, La Colère d'un franc-tireur en Les Soixante-treize journées de la Commune.
Catulle Mendès schreef een omvangrijk en gevarieerd oeuvre bij elkaar. Vanaf 1879 verscheen bijna elk trimester een boek of toneelstuk van hem, naast zijn gedichten en artikels voor de Parijse bladen.
Hij vocht meerdere duels met de degen uit, waaronder een met René d'Hubert, de directeur van de Gil Blas en een met de symbolist Georges Vanor, die tevens een ervaren schermer was. Mendès werd daarbij ernstig verwond en verkeerde enkele dagen tussen leven en dood.
Catulle Mendès stierf onder niet geheel opgehelderde omstandigheden. Zijn lichaam werd op 7 februari 1909 gevonden in een spoorwegtunnel in Saint-Germain-en-Laye. Men vermoedt dat Mendès de deur van het spoorwegrijtuig geopend had in de veronderstelling dat zijn trein reeds in het nabijgelegen station was aangekomen. Net op dat moment kwam de trein weer in beweging. Daardoor verloor hij het evenwicht en kwam onder de wielen van de trein terecht. Hij is begraven op Montparnasse.

## Werken (selectie)

### Poëzie
- Philoméla (1863)
- Hespérus (1872)
- Contes épiques (1872)
- Poésies (1892)
- Poésies nouvelles (1893)

### Romans
- La Vie et la mort d'un clown (1879)
- Les Mères ennemies (1880)
- Le Roi vierge (1881)
- Zo'Har (1886)
- L'Homme tout nu (1887)
- La Première maîtresse (1894)
- Gog (1896)

### Bundels, verhalen, novellen
- Monstres parisiens
- Le Souper des pleureuses
- L'Envers des feuilles
- Les Oiseaux bleus (1888)

### Toneel
- La Part du roi (1872)
- Les Frères d'armes (1873)
- Justice (1877)
- Le capitaine Fracasse (1878)
- La femme de Tabarin (1887)
- Isoline (1888)
- Médée (1898), hoofdrol vertolkt door Sarah Bernhardt
- Le Fils de l'étoile (1904) ;
- Scarron (1905)
- Glatigny (1906)
- La Vierge d'Avila (1906), hoofdrol vertolkt door Sarah Bernhardt

### Libretti
- Le capitaine Fracasse (1878), muziek van Émile Pessard
- Gwendoline (1886), muziek van Emmanuel Chabrier
- Briséïs ou Les amants de Conrinthe (ca. 1893, met Ephraïm Mikhaïl), muziek van Emmanuel Chabrier
- Rodrigue et Chimène (1890-92), muziek van Claude Debussy (onvoltooid)
- Le Collier de Saphir (1891), ballet op muziek van Gabriel Pierné
- La Reine Fiammette (1898), opera van Xavier Leroux
- Le Cygne (1899), ballet op muziek van Charles Lecocq
- La Carmélite (1902), muziek van Reynaldo Hahn
- Le Fils de l'Etoile (1904), muziek van Camille Erlanger
- Ariane (1906), muziek van Jules Massenet
- Bacchus (1907), muziek van Jules Massenet

### Kritiek en non-fictie
- Les 73 journées de la Commune: du 18 mars au 29 mai 1871 (1871)
- La Légende du Parnasse contemporain (1884)
- Richard Wagner (1886)
- L'Œuvre wagnérienne en France
- Rapport sur le mouvement poétique français de 1867 à 1900 (1902)